# 稻葉正勝
稻葉正勝（日语：／ Inaba Masakatsu，1597年—1634年2月22日），日本江戶時代初期的大名。稻葉正成的長子，母親是德川幕府第三代將軍德川家光的乳母齋藤福（春日局），弟弟是稻葉正吉。官至從五位下丹後守。
慶長九年（1604年），德川幕府二代將軍德川秀忠和御台所（正室）阿江與生下嫡子竹千代（日後的德川家光）。不久之後，秀忠的父親，初代將軍德川家康在京都招募竹千代的乳母，正勝的母親阿福後來也成為德川家光的乳母。而身為阿福的兒子的正勝和正吉也成為竹千代的乳兄弟以及竹千代的侍童。
寬永元年（1624年）時，正勝被授予常陸國真壁藩一萬石，因此成為了大名。之後正勝的領地也有陸陸續續的增加，後來正勝改封下野國真岡藩四萬石，最後又轉封相模國小田原藩八萬五千石。
不過，由於正勝為了處理繁忙的政務，長期處在緊張的狀況下。從寬永十年（1633年）夏天，正勝開始出現了吐血等嚴重的病情。就在翌年的寬永11年（1634年）時，正勝逝世，享年三十七歲。小田原藩的藩主交由正勝的十一歲的次子稻葉正則接任。